# Diecezja witebska
Diecezja witebska (biał. Віцебская дыяцэзія; Viciebskaja dyjacezija; łac. Dioecesis Vitebscensis) – jedna z czterech diecezji obrządku łacińskiego na Białorusi w obwodzie witebskim, wchodząca w skład metropolii mińsko-mohylewskiej.

## Historia
Diecezję erygował Jan Paweł II konstytucją apostolską Ad aptius consulendum 13 października 1999 roku, wydzielając ją z archidiecezji mińsko-mohylewskiej. Jej obszar pokrywać się miał z terytorium obwodu witebskiego (ok. 40,1 tys. kilometrów kwadratowych). 
Pierwszym biskupem mianowany został Władysław Blin. Do diecezji nigdy nie przeznaczono biskupa pomocniczego. Biskup witebski wchodzi w skład Konferencji Biskupów Katolickich na Białorusi.  
W 2001 roku w Witebsku zorganizowano pierwszą w historii Kościoła rzymskokatolickiego na Białorusi kapitułę katedralną.

## Biskupi
- Biskup diecezjalny: bp Aleh Butkiewicz (od 2014)
- Biskup senior: bp Władysław Blin (od 2014)

## Patron
Patronem diecezji jest święty Jozafat Kuncewicz.

## Struktura i wierni
Terytorium diecezji zamieszkuje około 1,290 miliona osób, z czego około 170 tysięcy to katolicy. 
W diecezji zorganizowano 11 dekanatów, do których należą łącznie 94 parafie (stan na 2016 rok). W 2008 roku w diecezji pracowało 63 kapłanów diecezjalnych, 48 kapłanów zakonnych, 59 zakonników i 68 zakonnic. W 2013 roku 54 kapłanów diecezjalnych, 43 kapłanów zakonnych, 108 osób zakonnych. W 2016 r. zredukowano liczbę dekanatów z 12 do 11 i parafii z 138 do 94 (likwidując parafie gdzie nie ma kościoła). Wówczas w diecezji pracowało 57 kapłanów diecezjalnych, 37 kapłanów zakonnych, 2 zakonników i 47 zakonnic.

## Instytucje
- Kuria diecezjalna
- Witebska Kapituła Katedralna
- Caritas diecezjalne
- Wydawane jest czasopismo "Katalicki Wiesnik"[4]

Kościołem katedralnym jest świątynia Jezusa Miłosiernego w Witebsku. Klerycy diecezji kształcą się w Międzydiecezjalnym Wyższym Seminarium Duchownym im. św. Tomasza z Akwinu w Pińsku. 

## Sanktuaria
- Sanktuarium Matki Bożej Królowej Jezior w Brasławiu
- Sanktuarium Męczenników w Rosicy
- Sanktuarium Matki Bożej Fatimskiej w Szumilinie

## Święci i błogosławieni
Wśród świętych i błogosławionych związanych z diecezją witebską znajdują się:
- św. ks. Andrzej Bobola SJ
- św. abp Jozafat Kuncewicz OSBM
- bł. ks. Mieczysław Bohatkiewicz
- bł. ks. Jerzy Kaszyra MIC
- bł. ks. Antoni Leszczewicz MIC
- bł. ks. Władysław Maćkowiak
- bł. s. Maria Ewa od Opatrzności CSIC
- bł. ks. Stanisław Pyrtek

## Miasta diecezji

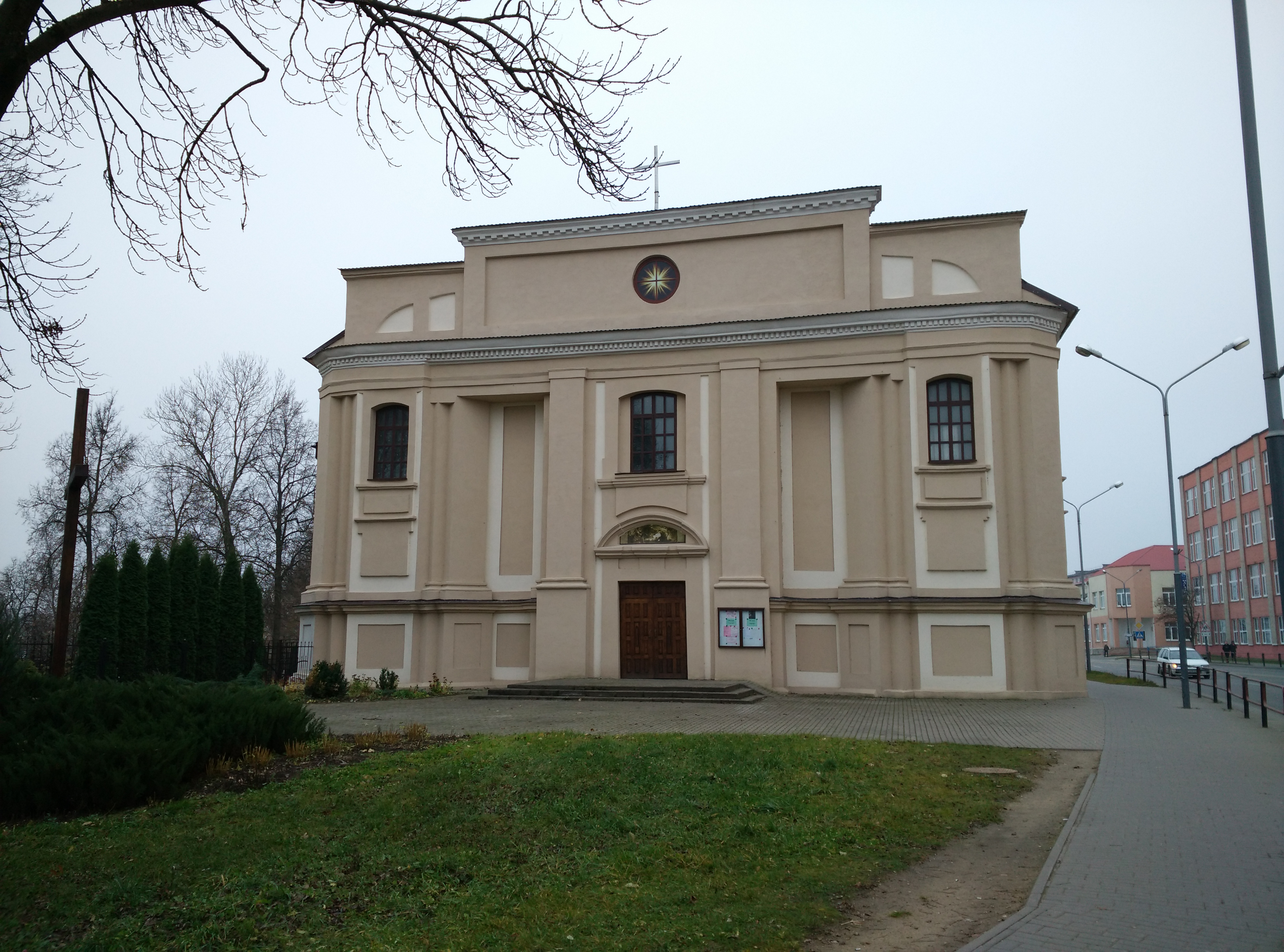
Kościół św. Józefa w Orszy

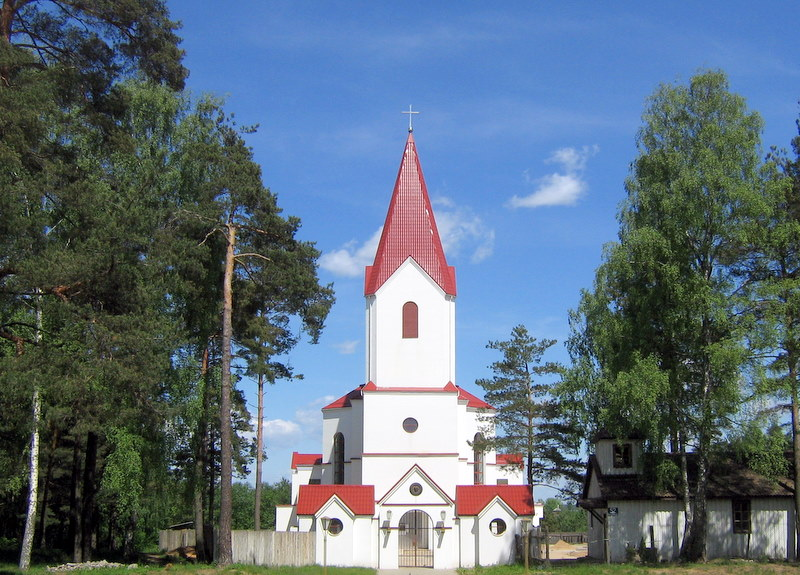
Kościół Najświętszego Serca Jezusowego w Nowopołocku

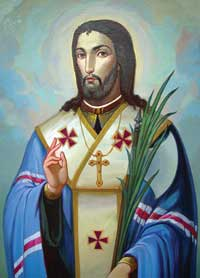
Święty Jozafat Kuncewicz, patron diecezji

| herb | miasto           | dekanat    | rejon             | ludność | liczba parafii |
| ---- | ---------------- | ---------- | ----------------- | ------- | -------------- |
|      | Witebsk          | witebski   | Witebsk           | 377 932 | 5              |
|      | Orsza            | orszański  | Orsza             | 115 052 | 2              |
|      | Nowopołock       | połocki    | Nowopołock        | 101 596 | 1              |
|      | Połock           | połocki    | Połock            | 84 597  | 1              |
|      | Postawy          | postawski  | postawski         | 19 881  | 2              |
|      | Głębokie         | głębocki   | głębocki          | 19 084  | 1              |
|      | Lepel            | lepelski   | lepelski          | 17 828  | 1              |
|      | Nowołukoml       | lepelski   | czaśnicki         | 12 943  | 1              |
|      | Horodek          | witebski   | horodecki         | 12 332  | 1              |
|      | Barań            | orszański  | orszański         | 11 154  | 0              |
|      | Tołoczyn         | orszański  | tołoczyński       | 9 690   | 1              |
|      | Brasław          | brasławski | brasławski        | 9 829   | 1              |
|      | Czaśniki         | lepelski   | czaśnicki         | 8 817   | 1              |
|      | Miory            | miorski    | miorski           | 7 935   | 1              |
|      | Wierchniedźwińsk | połocki    | wierchniedźwiński | 7 306   | 1              |
|      | Sienno           | witebski   | sieneński         | 7 165   | 1              |
|      | Dubrowna         | orszański  | dubrowieński      | 7 079   | 1              |
|      | Dokszyce         | dokszycki  | dokszycki         | 6 954   | 1              |
|      | Dzisna           | miorski    | miorski           | 1 462   | 1              |